# 罗纳德·泽格勒
罗纳德·泽格勒（英語：Ronald Louis Ziegler，1939年5月12日—2003年2月10日），美国尼克松政府时期的白宫新闻发言人。